# اوپوله لوبلسکیه
اوپوله لوبلسکیه (لهستانی: Opole Lubelskie؛ ‏[ɔˈpɔlɛ luˈbɛlskʲɛ]) شهری در جنوب شرقی لهستان است که مطابق آمار سال ۲۰۰۴ میلادی ۸٬۸۷۹ نفر جمعیت داشت. این شهر در استان لوبلین و در ۱۰ کیلومتری شرق ویستولا واقع است و مرکز شهرستان اوپوله لوبلسکیه است. این شهر در سدهٔ ۱۴ میلادی بنیان نهاده شد و بخشی از لهستان کوچک است.

## شهرهای خواهرخوانده
- میکوهازا، مجارستان
- ام، بلژیک
- سوکال، اوکراین
- راکالموتو، ایتالیا